# Norbert Feldhoff

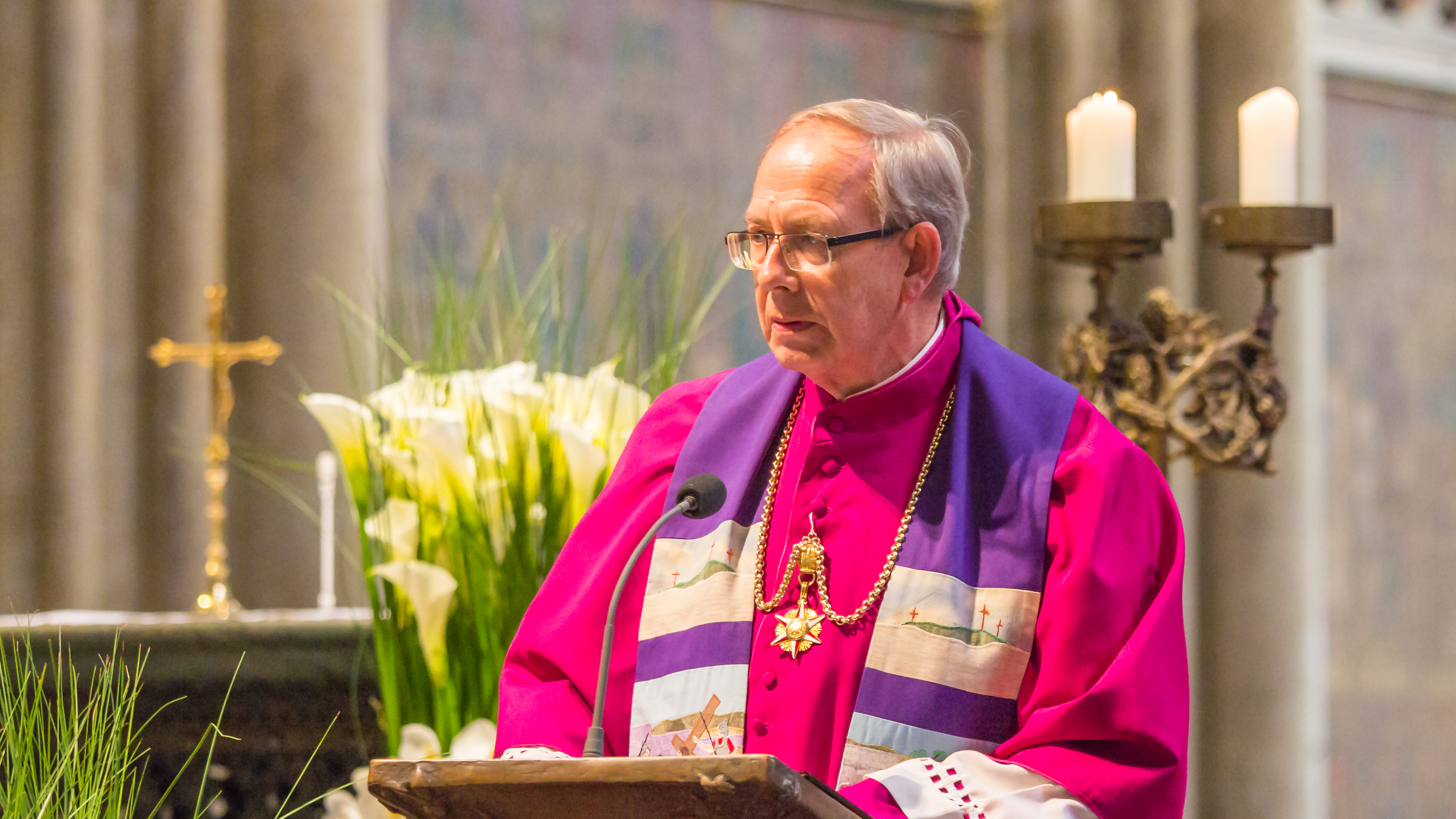
Norbert Feldhoff, 2015

Norbert Feldhoff (* 3. November 1939 in Düsseldorf) ist römisch-katholischer Priester, emeritierter Generalvikar zweier Kölner Erzbischöfe und ehemaliger Kölner Dompropst.

## Leben
Nach dem Theologiestudium wurde Feldhoff am 11. Februar 1965 durch Kardinal Frings in Köln zum Priester geweiht. Anschließend für vier Jahre Kaplan an Hl. Dreikönige in Neuss und dort auch Stadtjugendseelsorger, wurde er 1969 Erzbischöflicher Kaplan und Geheimsekretär bei Joseph Kardinal Höffner.
Norbert Feldhoff wurde am 30. April 1975 von Erzbischof Joseph Höffner zu seinem Generalvikar ernannt; Höffners Nachfolger Joachim Meisner berief ihn bei seinem Amtsantritt 1989 ebenfalls zum Generalvikar. Feldhoff  behielt das Amt bis zum 31. Mai 2004. Am 30. Mai 1975 wurde er zudem Domkapitular in Köln. Durch Papst Paul VI. am 24. Juli 1975 zum Päpstlichen Ehrenprälaten erhoben, wurde er am 21. Mai 1982 zum Archimandriten des griechisch-melkitisch-katholischen Patriarchats Jerusalem und ist seit dem 5. September 1976 auch Familiare des Deutschen Ordens. Seit dem 27. November 1983 war er Moderator der Kölner Kurie und seit dem 20. Dezember 1983 Ökonom des Erzbistums Köln. Am 20. Dezember 1983 wurde er Vorsitzender des Diözesan-Caritasverbandes für das Erzbistum Köln.
Papst Johannes Paul II. ernannte Feldhoff am 25. Juni 1992 zum Apostolischen Protonotar, und die Päpstliche Lateranuniversität verlieh ihm am 25. Mai 1993 die Ehrendoktorwürde Dr. iuris utriusque (Doktor beider Rechte – Säkular- und Kirchenrecht). Seit dem 16. September 1996 Vizepräsident des Deutschen Caritasverbandes, wählte ihn das Kölner Domkapitel am 3. Februar 2004 zum Dompropst. Nachdem er am 31. Mai 2004 auf seinen Wunsch hin als Generalvikar entpflichtet worden war, wurde er am 6. Juni 2004 als Dompropst in sein Amt eingeführt.
Norbert Feldhoff ist seit 1961 Mitglied der katholischen Studentenverbindung Hercynia Freiburg im Breisgau und seit 1978 Mitglied der Studentenverbindung KDStV Grotenburg (Detmold) zu Köln. Beide Verbindungen gehören dem CV an.
Im Juni 2007 übernahm Norbert Feldhoff als Nachfolger von Peter Haanen den Aufsichtsratsvorsitz der Pax-Bank, den er bis zum Erreichen der Altersgrenze im Juni 2015 innehatte. In Anerkennung seiner langjährigen Verdienste wurde er im September 2015 zum Ehrenmitglied des Aufsichtsrats ernannt.
Im Jahr 2011 war er maßgeblich an der Gründung der Kulturstiftung Kölner Dom beteiligt und bis zu seiner Emeritierung als Dompropst im Vorstand der Stiftung tätig. Seit 2015 ist er Ehrenvorsitzender des Kuratoriums.
Am 1. März 2015 ging Feldhoff mit 75 Jahren als Kölner Dompropst in den Ruhestand. Im Juni desselben Jahres wurde er neuer Kuratoriumsvorsitzender der Caritasstiftung im Erzbistum Köln. Aus dem Kuratorium der Caritasstiftung schied Feldhoff am 10. Februar 2021 auf eigenen Wunsch aus Altersgründen aus.

## Wirken
Als Dompropst brachte Norbert Feldhoff das Selbstbewusstsein der Stadt Köln und des Kölner Domes wiederholt zum Ausdruck. So begrüßte er Papst Benedikt XVI. 2005 mit den Worten:

„Sicher hätten Sie sich nicht träumen lassen, dass Sie einmal als Bischof von Rom, nun begleitet vom heutigen Kölner Erzbischof Kardinal Meisner, zurückkommen würden, um am Grab der verstorbenen Erzbischöfe zu beten. Sie setzen sich heute an die Spitze von zigtausend Jugendlichen, die zum Schrein der Heiligen Drei Könige pilgern, um Christus, den Herrn, anzubeten. Das Kölner Domkapitel ist stolz, dass Sie heute hierhin kommen, und wenn wir es richtig sehen, ist der Kölner Dom die erste Kathedrale der Welt, die Sie außerhalb Ihres Bistums Rom besuchen. In Kölner Bescheidenheit halten wir das für durchaus angemessen, da, wie Sie wissen, der Petersdom zu Köln die Bischofskirche der ‚Ecclesia Coloniensis semper sedis Apostolicae fidelis filia‘ ist.“

Dem Oberbürgermeister von Köln, Fritz Schramma, entgegnete er zum Entzünden der von der Stadt Köln gestifteten Wallfahrtskerze (2006): „Wir wissen, dass die Stadt Köln ohne den Dom fast nichts ist. Deshalb ist es nur recht, wenn der Oberbürgermeister die Wallfahrtskerze entzündet.“
2001 spielte er als Schauspieler in der TV-Kriminalreihe Tatort in der Episode „Bestien“ mit. 2006 trat er in der TV-Sendung „Unsere Besten – Lieblingsorte der Deutschen“ auf. Bis Weihnachten 2015 war er unregelmäßig als Moderator der Klassikmusik-Sendung Musica beim domradio tätig, in der er seine eigenen CDs präsentierte. Seit seinem Amtsantritt als Dompropst ist Feldhoff, genau wie seine Vorgänger im Amt, auch Regimentspfarrer der Ehrengarde der Stadt Köln, eines der karnevalistischen Traditionskorps der Stadt.
Im Januar 2015 entschied Norbert Feldhoff, anlässlich einer geplanten Demonstration der Pegida-Bewegung die abendliche Beleuchtung des Kölner Doms auszuschalten.
Aus dem Gutachten der Kanzlei Gercke und Wollschläger zum Umgang mit sexuellem Missbrauch im Erzbistum Köln, das am 18. März 2021 vorgestellt wurde, ging hervor, dass Feldhoff in seiner Zeit als Generalvikar 13-mal seinen Pflichten nicht nachgekommen sei; das Gutachten konkretisiert diese Pflichtverletzungen als „sieben Verstöße gegen die Aufklärungspflicht“ sowie „sechs Verstöße gegen die Pflicht zur Opferfürsorge“. Laut Gutachten gründet sich dieser Befund jedoch lediglich auf die 35 Verdachtsmeldungen, die ausweislich der zur Verfügung gestellten Akten im Zeitraum der Amtszeit Feldhoffs als Generalvikar von 1975 bis 2003 beim Erzbistum Köln wegen sexuellen Missbrauchs Minderjähriger und Schutzbefohlener eingegangen seien. Ob darüber hinaus weitere Verdachtsmeldungen beim Erzbistum Köln eingegangen sind, sei „angesichts der Aktenvernichtungen [im Erzbistum Köln] nicht feststellbar“. Zu Gunsten von Feldhoff sprach, dass es nahezu während seiner gesamten Amtszeit als Generalvikar an klaren kirchlichen Verfahrensregeln zum Umgang mit Fällen sexuellen Missbrauchs Minderjähriger oder Schutzbefohlener gefehlt habe und hierauf lediglich die allgemeinen, insgesamt  „eher unbekannten kirchenstrafrechtlichen Bestimmungen Anwendung“ gefunden hätten; eine Einschätzung, ob die Kenntnis des kirchlichen Strafrechts bei einem Generalvikar als Stellvertreter eines residierenden Bischofs und für die Verwaltung der Diözese zuständigen leitenden Angestellten nicht regelmäßig vorausgesetzt werden kann, trifft das Gutachten nicht. Feldhoff bedauerte, dass ihm nicht bewusst gewesen sei, wie gravierend die Folgen des Missbrauchs für die Opfer gewesen seien, und erklärte: „Dieses fehlende Bewusstsein mache ich mir zum Vorwurf“ und zog sich als Mitglied des Priesterrats im Erzbistum Köln zurück.

## Schriften (Auswahl)
- mit Alfred Dünner: Die verbandliche Caritas – praktisch-theologische und kirchenrechtliche Aspekte. Lambertus, Freiburg im Breisgau 1991, ISBN 3-7841-0570-X.
- Kirchensteuer in der Diskussion – publizistisch, politisch, volkswirtschaftlich, rechtlich und theologisch. Schmidt, Köln 1996, ISBN 3-504-65005-2 (Vortrag gehalten vor der Juristischen Gesellschaft Köln am 28. September 1995).
- Kirchenfinanzen in der Krise. Bachem, Köln 2004, ISBN 3-7616-1887-5.
- Kölscher Klüngel – gestern, heute, morgen und überall... Bachem, Köln 2006, ISBN 3-7616-2034-9.
- Zugesagt! Predigten und Ansprachen zur Caritas. Butzon & Bercker, Kevelaer 2011, ISBN 978-3-7666-1538-1.
- Ralph Bergold und Hans Nitsche (Hrsg.): Dienst in der Kirche – Kommentare, Vorträge, Aufsätze. Katholisch-Soziales Institut, Bad Honnef 2011, ISBN 978-3-927566-47-7.